# 豊錦喜一郎
豊錦 喜一郎（とよにしき きいちろう、1920年2月3日 - 1998年9月26日）は、福岡県築上郡出身（出生はアメリカ合衆国コロラド州）で出羽海部屋に所属した大相撲力士。本名は尾崎ハーリー喜一郎、最高位は西前頭20枚目。身長188cm、体重96kg。後年に太平洋戦争の影響で日本に帰化したが、アメリカ合衆国籍を持つ者として初の関取として記録されている。

## 経歴
福岡県出身の農業移民の子としてアメリカ合衆国コロラド州に生まれる。横綱に憧れを抱いていた父親の意向で1937年に来日、出羽海部屋へ入門。翌1938年1月場所に初土俵を踏む。188センチもの長身を生かしての左四つからの吊りや寄りを得意とした。順調に番付を上げたが、1941年、太平洋戦争により日本は母国と戦う羽目になった。
1943年1月新十両。アメリカ合衆国籍初の関取（番付上の出身地は豊前）であり、「ワシントン場所を開くまでにはもっと強くならねば」と意気盛んであった。しかし、意気とは裏腹に戦争中は「アメリカのスパイ」と睨まれて肩身の狭い思いをし、特別高等警察の厳しい監視を受けた。地方への移動では帰京後に警察に報告しなければならなかった。この間にアメリカ国籍では巡業が難しくなっていたこともあって周囲の説得により日本国籍を取得した。十両で3場所連続勝ち越しののち、1944年5月に新入幕。勝ち越したがまもなく兵隊に取られた。終戦後復員したが、そのまま土俵に上がることもなく廃業した。廃業後は進駐軍の通訳をしていた。しばらくしてから江東区で旅館の経営を始める。アメリカ国籍は「再取得」あるいは「再取得しなかった」の2説あるが、1960年に日本国籍者として渡米した。境川理事長（元横綱・佐田の山）の年寄株改革によって日本相撲協会が大揺れした1996年以降体調が悪化し、1998年に死去。兄弟のうち末弟は、前頭にいたころはヨーロッパ戦線に出征し、妹は2019年7月現在サンディエゴに健在である。

## 主な成績
- 通算成績：74勝51敗10休 勝率.587
- 幕内成績：6勝4敗10休 勝率.600
- 現役在位：15場所
- 幕内在位：2場所

### 場所別成績
| 1938年 （昭和13年） | （前相撲）         | 東序ノ口9枚目 4–3  | x             |
| 1939年 （昭和14年） | 東序二段18枚目 4–3 | 西三段目37枚目 5–3 | x             |
| 1940年 （昭和15年） | 東三段目15枚目 4–4 | 東三段目8枚目 6–2  | x             |
| 1941年 （昭和16年） | 西幕下21枚目 5–3   | 西幕下12枚目 5–3   | x             |
| 1942年 （昭和17年） | 西幕下6枚目 4–4    | 西幕下4枚目 5–3    | x             |
| 1943年 （昭和18年） | 西十両14枚目 8–7   | 東十両9枚目 10–5   | x             |
| 1944年 （昭和19年） | 西十両筆頭 8–7     | 西前頭20枚目 6–4   | x             |
| 1945年 （昭和20年） | x                  | x                  | 東前頭 引退 – |
| 各欄の数字は、「勝ち-負け-休場」を示す。 優勝 引退 休場 十両 幕下 三賞：敢=敢闘賞、殊=殊勲賞、技=技能賞 その他：★=金星 番付階級：幕内 - 十両 - 幕下 - 三段目 - 序二段 - 序ノ口 幕内序列：横綱 - 大関 - 関脇 - 小結 - 前頭（「#数字」は各位内の序列） |                    |                    |               |

### 幕内対戦成績
| 力士名 | 勝数 | 負数 | 力士名 | 勝数 | 負数 | 力士名 | 勝数 | 負数 | 力士名 | 勝数 | 負数 |
| ------ | ---- | ---- | ------ | ---- | ---- | ------ | ---- | ---- | ------ | ---- | ---- |
| 有明   | 1    | 0    | 九ヶ錦 | 1    | 0    | 高津山 | 1    | 0    | 小松山 | 1    | 0    |
| 鯱ノ里 | 1    | 0    | 立田野 | 0    | 1    | 十勝岩 | 0    | 1    | 若潮   | 1    | 0    |
| 若港   | 0    | 1    |        |      |      |        |      |      |        |      |      |